# マナドッグ・ムンヴァイル
マナドッグ・ムンヴァイル（Mynyddog Mwynfawr）はウェールズ語の叙事詩である『ア・ゴドズィン』にあらわれる、スコットランドに存在したゴドズィン王国の王である。
『ア・ゴドズィン』によればマナドッグはゴドズィンの王であり、おそらくは当時ディン・エティンと呼ばれていた現在のエジンバラを居城としていた。彼はエディンバラ周辺で挙兵し、カトラスの戦いでアングロ人勢力に破れたとされている。
マナドッグ・ムンヴァイルという名前は、仮にこれを個人名とした場合「富めるマナドッグ」あるいは「裕福王マナドッグ」と翻訳することができる。あるいはマナドッグ (Mynyddog) が「山」を意味する「マナド」(mynydd) の形容詞形であることから、歴史学者ジョン・K・コークはマナドック・ムンヴァイルを「富める山」という意味の地名であるとしている。コークによればマナドック・ムンヴァイルという表現はケニングと呼ばれる迂言法あるいは擬人化の一種であり、実際には要塞である「ディン・エティン」や南スコットランド地方全体を示しているとする。またコークによれば『ア・ゴドズィン』の中でマナドッグの家臣として説明されているGwlygetこそが実際のゴズディンの王であるという。